# Tide
Tide so slovenska glasbena skupina, ki igra sodobni rock z vplivi grunge glasbe.

## Zgodovina
Tide so novo ime na slovenski glasbeni sceni, čeprav je polovica članov skupine od druge polovice 90ih let živela in ustvarjala v tujini.
Kevin Koradin in Matej Batelič sta sodelovala pri skupini »Revolver«, Kevin kot glavni kitarist in tekstopisec, Matej pa kot basist. Peter Kokotec je bil prvotno član punk zasedbe imenovane »Valter brani Sarajevo«.
Kevin je leta 1998 zapustil Slovenijo in odšel v Amsterdam, kjer je delal kot studijski glasbenik. Tam je spoznal danskega bobnarja, Mikkela Brinka, pri snemanju demo posnetkov pa se je obema pridružil še Kenji Hino, priznan japonski basist (njegov oče je izredno priznan jazzist Terumasa Hino). Kasneje istega leta sta Kevin in Mikkel v Copenhagnu sestavila novo skupino. K sodelovanu sta iz Slovenije povabila še Mateja in tako je nastal rock trio, ki pomeni uradni začetek skupine Tide.
Najprej so posneli nekaj demo posnetkov, nato pa odšli na Florido, kjer so imeli nekaj koncertov. Po krajšem izletu v New York so se vrnili v Amsterdam, kjer so se začeli snemanti svoj prvi album. Ko je bil album končan, pa je Mikkel zapustil skupino in se vrnil na Dansko.
Jeseni 2004 je Kevin obiskal starše v Sloveniji in doma spet srečal starega znanca, Petra Kokotca, ki ga je povabil k sodelovanju. Kasneje sta skupaj našla še bobnarja za skupino. To je postal takrat 19-letni Gregor Jakac. 
Kmalu je skupini ponudila sodelovanje založniška hiša CPZ Records in v septembru 2005 je skupina z njeno pomočjo izdala prvo zgoščenko z naslovom »Seven Days«. Njihov prvi video spot za pesem »Release My Guns« je bil posnet v sodelovanju z AVK Zavodom (Tomi Horvat, Miloš Radosavljevič) oktobra 2005.
Videospot »Release My Gun« je bil deležen odličnih odzivov in bil uvrščen v redni program predvajanja na MTV Adria in bil predstavljen tudi v programu MTV Europe (MTV World Chart Express). Temu uspehu so sledili nastopi po klubih in na festivalih. Tide so se predstavili tudi s koncertom v oddaji Sobotna noč na nacionalni TV Slovenija. Kot gostje skupine TIDE so nastopili Buda (Elvis Jackson, vokal), Šero (Leaf-fat, vokal) in Tokac (Dan D, vokal).
Januarja 2006 so z ekipo Zavoda AVK v studiu Arkadena posneli videospot »Evolution«, ki je bil na televizijskih ekranih predstavljen aprila 2006. V okviru programa MTV Adria je bil uvrščen med Top 20 najbolj popularnih videospotov, uvrstil se je tudi na Rock Charts Mtv Adria. 
Tide so spomladi in poleti 2006 organizirali več koncertov, sodelovali pa so tudi na več festivalih v Sloveniji (Njoki summer festival, festival Lent, Rock Otočec, Zmaj ma mlade, Gra(n)d Rock Sevnica, ...). Tega leta so se prvič predstavili tudi na festivalu EXIT v Beogradu, ki je obenem največji festival v tej regiji.

## Zasedba
- Kevin Koradin (vokal, kitara)
- Matej Batelič (bas)
- Tine Čas (kitara)
- Blaž Sotošek (bobni)

## Diskografija
- Seven Days (CPZ Records/Nika), 2005
- Nothing to Lose (CPZ Records), 2007
- Regeneration (CPZ Records), 2009
- No. 4 (CPZ Records), 2012

### Videospoti
- Release My Gun (Zavod AVK), 2005
- Evolution (Zavod AVK), 2006
- Brain Damage (Zavod AVK), 2006
- The Urge (Zavod AVK), 2008
- Something Else (Talent Box), 2008
- Adieu (Zavod AVK). 2008
- Riot Act (Tina Istenič), 2012